# Streator
Streator és una població dels Estats Units a l'estat d'Illinois. Segons el cens del 2000 tenia 14.190 habitants.

## Demografia
Segons el cens del 2000, Streator tenia 14.190 habitants, 5.746 habitatges, i 3.660 famílies. La densitat de població era de 949,5 habitants/km².
Dels 5.746 habitatges en un 29,4% hi vivien nens de menys de 18 anys, en un 47% hi vivien parelles casades, en un 12,1% dones solteres, i en un 36,3% no eren unitats familiars. En el 32,6% dels habitatges hi vivien persones soles el 17,1% de les quals corresponia a persones de 65 anys o més que vivien soles. El nombre mitjà de persones vivint en cada habitatge era de 2,42 i el nombre mitjà de persones que vivien en cada família era de 3,07.
Per edats la població es repartia de la següent manera: un 25,9% tenia menys de 18 anys, un 8,3% entre 18 i 24, un 25,9% entre 25 i 44, un 21% de 45 a 60 i un 19% 65 anys o més.
L'edat mediana era de 38 anys. Per cada 100 dones de 18 o més anys hi havia 87,3 homes.
La renda mediana per habitatge era de 33.868 $ i la renda mediana per família de 43.774 $. Els homes tenien una renda mediana de 34.932 $ mentre que les dones 20.994 $. La renda per capita de la població era de 16.650 $. Aproximadament el 8,3% de les famílies i l'11,3% de la població estaven per davall del llindar de pobresa.

## Poblacions més properes
El següent diagrama mostra les poblacions més properes.